# Друг Світу
Друг Світу (Friend of the World) — американський незалежний чорно-білий фільм 2020 року, написаний і знятий Браяном Патріком Батлером у його дебютному повнометражному фільмі.

## Про фільм
Даяна прокидається в бункері у оточенні трупів після жорстокої бійні. Після спроби втекти зі споруди вона зрештою втрачає свідомість на дні шахти ліфта. Її рятує таємничий чоловік, який називає себе генералом Гором.
Хоча він грає з нею в розумові ігри, Гор дає їжу та воду, намагаючись зрозуміти, хто така Даяна і як вона потрапила в бункер. Вона все ще приголомшена, Даяні важко зібрати події докупи. Але Даяна пам'ятає, як її забрали туди силою.
Гор натякає на непередбачений план втечі з бункера. Не маючи хорошої альтернативи, Даяна вирішує слідувати за ним через токсичне середовище в надії досягти безпеки. По дорозі на них нападають істоти, що мутують, ніби отруєні радіацією. Напруга та психологічне протистояння розвивається між двома вцілілими, коли вони наближаються до місця призначення, і Даяна відчуває, що вона починає втрачати розум.

## Знімались
| Актор            | Роль  |
| ---------------- | ----- |
| Нік Янг          | Гор   |
| Александра Слейд | Даяна |